# Установка підготовки Мак-Кі-Мангахева
Установка підготовки Мак-Кі-Мангахева – елемент нафтогазової інфраструктури на Північному острові Нової Зеландії.
В 1984-му почалась розробка нафтогазового родовища Мак-Кі, в межах облаштування якого запустили установку підготовки, пропускна здатність якої по роботі з газом становила 0,16 млрд м3 на рік. 
У 2001-му на цьому ж майданчику змонтували обладнання для роботи з продукцією газоконденсатного родовища Мангахева, після чого комплекс став відомий як Мак-Кі-Мангахева. Пропускна здатність нової лінії коливалась від 0,13 до 0,32 млрд м3 на рік в залежності від вмісту рідких вуглеводнів.
В другій половині 2000-х нова бурова кампанія дозволила суттєво приростити запаси Мангахева, так що узялись за модернізацію установки, яка завершилась у 2014-му та дозволила збільшити її загальну річну потужність до еквівалента 45 петаджоулів (1,2 млрд м3 газу стандартної теплотворної здатності).
У 2011 році майданчик також доповнили установкою вилучення зрідженого нафтового газу (пропан-бутанова фракція) продуктивністю 27 тисяч тонн на рік. Додатковий ресурс для неї може надходити з родовища Похокура.
Потреби майданчику у електроенергії покриває запущена в 2009-му власна електростанція з трьома генераторами загальною потужністю 9 МВт.
Для транспортування отриманої унаслідок підготовки нафти (а з виходом на перший план Мангахеви – конденсату) проклали трубопровід діаметром 150 мм. Він досягає резервуарного парку Омата, з якого рідкі вуглеводні вивозяться через порт Нью-Плімута (первісно через цей порт постачали єдиний новозеландський нафтопереробний завод Марсден-Пойнт, що наразі вже закритий). 
Товарний газ подається до газопроводу Мауї по двом перемичкам завдовжки по 10 кілометрів з діаметром 150 мм (друга нитка знажобидась після запуску в роботу Мангахеви). Крім того, з 2013-го споживачем блакитного палива стала зведена неподалік ТЕС Мак-Кі.